# Тенево (Болгария)
Тенево (болг. Тенево) — село в Болгарии. Находится в Ямболской области, входит в общину Тунджа. Население составляет 1 586 человек.

## Политическая ситуация
В местном кметстве Тенево, в состав которого входит Тенево, должность кмета (старосты) исполняет Марко Колев Петров (независимый) по результатам выборов правления кметства.
Кмет (мэр) общины Тунджа — Георги Стоянов Георгиев (коалиция в составе 2 партий: Болгарская социалистическая партия (БСП) и Болгарская социал-демократия (БСД)) по результатам выборов в правление общины.